# Hammerwerke im Sauerland

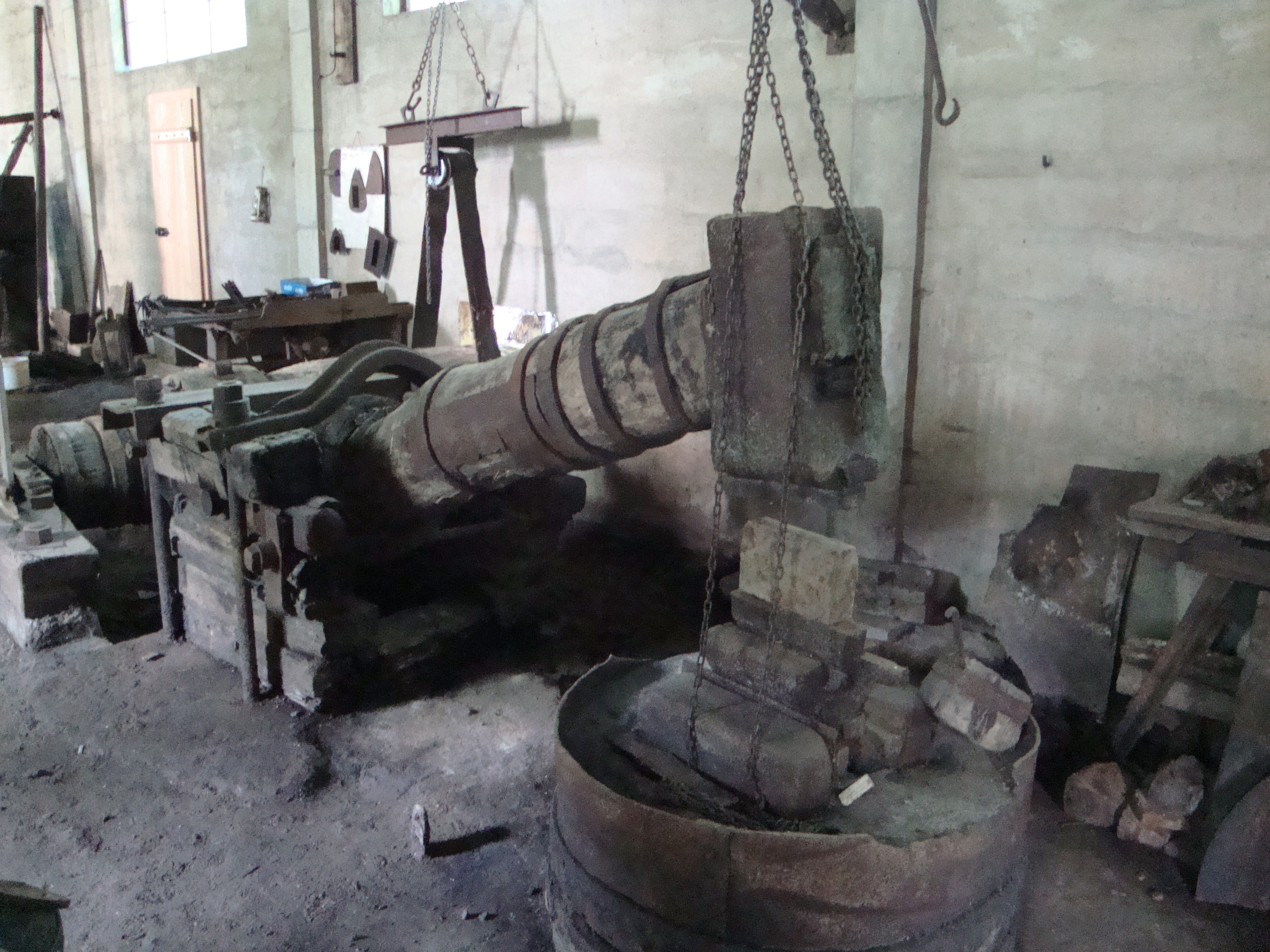
Hammerwerk

Hammerwerke im Sauerland verschiedener Art waren in der vorindustriellen Zeit weit verbreitet. Das Sauerland gehörte in der frühen Neuzeit zu einer arbeitsteilig organisierten südwestfälisch-siegerländischen Montanregion. Dabei wurde Roheisen vorwiegend im Siegerland verhüttet, das Herzogtum Westfalen stellte Zwischenprodukte und Halbfertigwaren her, die dann in der Grafschaft Mark zu Draht und Fertigwaren weiterverarbeitet wurden. Mit der Industrialisierung verschwanden die meisten dieser Werke. Nur wenige passten sich der industriellen Entwicklung an.

## Entstehung und Verteilung
Auf der Basis von Eisenerz und anderen Metallen wurde im Sauerland schon früh Erz verhüttet und weiterverarbeitet. Dabei erfolgte seit dem 15. Jahrhundert die Weiterverarbeitung des Eisenerzes in den Hammerwerken. Anfangs waren diese unmittelbar mit den Eisenhütten verbunden. Aber noch im 15. Jahrhundert entstanden eigenständige Hämmer („Selfhammer“). Diese Stab- oder Frischhämmer kamen zunächst im Siegerland auf und verbreiteten sich von dort aus Richtung Norden. Mit ihnen wurde das in den Hütten der Region gewonnene Roheisen in schmiedbares Stabeisen verwandelt. Neben Stabhämmern als erster Form der Weiterverarbeitung existierten Rohstahlhämmer, Reck-, Raffinier- und Blechhämmer. Auch einige Nichteisenmetalle wurden mit Hammerwerken weiterverarbeitet.
Um 1800 existierten in der Grafschaft Mark 326 Hämmer. Deutlich geringer war ihre Anzahl im Herzogtum Westfalen mit 105 Hämmern. Die interregionale Arbeitsteilung wird dadurch deutlich, dass die Werke im kölnischen Sauerland vor allem Halbfertigwaren lieferten, während die im märkischen Vorprodukte für die Fertigwarenindustrie herstellte. Dementsprechend unterschiedliche war teilweise auch die Verteilung der verschiedenen Typen. Eindeutig dominierend war das Herzogtum Westfalen im Bereich der Stabhämmer. Dort existierten 30 dieser Betriebe, im märkischen waren es nur acht. Mit 30 und 31 Betrieben war die Zahl der Rohstahlhämmer annähernd gleich. Dagegen fanden sich im Herzogtum Reck- und Raffinierhämmer kaum. Eine Spezialität waren dagegen die 27 Blechhämmer vor allem in der Region um Olpe. Hinzu kamen noch drei Kupferhämmer.
Innerhalb des Herzogtums Westfalen waren um 1800 die Schwerpunkte die Region um Olpe und um Brilon. Ihre Bedeutung war so groß, dass das nötige Roheisen nicht durch die regionalen Hütten gedeckt werden konnte, sondern aus dem Siegerland und Waldeck eingeführt wurde. Die Blechverarbeitung durch Blech- und Breithämmer um Olpe war ebenfalls auf die Zufuhr von Vorprodukten aus dem Siegerland angewiesen. In und Olpe entstand eine privilegierte Schmiedezunft, die sich aus Kaufleuten (Reidemeistern) genannt und den Schmieden zusammensetzte. Neben den Schwerpunkten Olpe und Brilon gab es verschiedene verstreute Werke und einige kleinere Schwerpunkt so etwa um Sundern und Schmallenberg.

## Betriebsstruktur
Die Verarbeitung erfolgte durch verschiedene Schmelz- und Schmiedeprozesse. Ein solcher Hammer wurde immer in der Nähe von Flussläufen gebaut. Für den Frischeprozess waren durch Wasserräder angetriebene Blasebälge notwendig, um die für die Verarbeitung notwendigen hohen Temperaturen durch Sauerstoffzufuhr erzielen zu können.
Das Hammergebäude wurde aus überwiegend feuerfestem Material, wie Ziegel, Schiefer und Lehm gebaut, um Bränden vorzubeugen. Ein Gebäude mit zwei Frischherden war etwa 16 m × 11 m × 3 m groß. An den entgegengesetzten Wänden befanden sich die Herde, in der Mitte war der Amboss. Hier wurde das umgeschmolzene und gefrischte Eisen mit einem Aufwurfhammer zu Stabeisen geschmiedet.
Verantwortlich war der beim Hammerschmiedebesitzer angestellte Hammermeister. Seine Bezahlung war abhängig von der Qualität und Menge der produzierten Stäbe. Je mehr Ausschuss produziert wurde, umso geringer war sein Lohn. Als Mitarbeiter standen dem Meister ein bis zwei Knechte und manchmal auch ein Lehrling zur Seite.

## Weiterverarbeitung
Für das kölnische Sauerland ungewöhnlich war, dass in Olpe mit den Kessel- und Pfannenschmieden auch das Fertigwarengewerbe ansässig war. Die Produktion der Hammerwerke bei Brilon wurde teilweise von Nagelschmieden abgenommen. Diese produzierten für Verleger und die Wanderhändler des oberen Sauerlandes. Auch weitere Produkte wurden im Herzogtum hergestellt. Aber das Gebiet konnte nicht mit dem für vorindustrielle Verhältnisse hochentwickelten Gewerbe im märkischen Raum konkurrieren. Im Märkischen waren die Drahtrollen von großer Bedeutung. Sie verwendeten vor allem das Osemundeisen.

## Beispiele von Hammerwerken

### Hoefohr Hammer
Dieser stand auf einer Wiese, die vom Amt Bigge vom jeweiligen Hammerbesitzer für eine Pacht von 4½ bis 9 Reichstalern gepachtet wurde. Die Pachthöhe war abhängig davon, ob die Wiese gewässert wurde oder nicht. In diesem Frischehammer wurde überwiegend Göse aus den Hütten Hoppecke Olsberg oder Bontkirchen verarbeitet. Das hier produzierte Stabeisen wurde von Schmieden in der Umgebung verarbeitet, ein beträchtlicher Anteil wurde auch in Soest auf dem Allerheiligenmarkt verkauft. Der Betrieb wurde im Laufe des 19. Jahrhunderts, wegen der starken Konkurrenz aus dem Ruhrgebiet eingestellt.

### Oberrödinghauser Hammer
Der Oberrödinghauser Hammer, 1751 als Alter Hammer erstmals urkundlich erwähnt, befindet sich im Mendener Ortsteil Oberrödinghausen und steht unter Denkmalschutz. Er gehörte zu einem der ältesten Frischhammerwerke.

### Ramsbecker Hammer
Bereits 1658 oder früher muss es einen Hammer in Ramsbeck gegeben haben, denn das Pastorat zu Velmede erhielt Einkünfte aus einem Grundstück am „Hammergrabe“. Im Verzeichnis der Hämmer im Herzogtum Westfalen von 1711 wird unter Nr. 13 ein Hammer zu „Rambsbeck an der Becke belegen“ genannt, der durch „Johannes und Frantzen Homburg“ betrieben wird und jährlich 60 Karren Roheisen verschmiedet. Spätestens 1728 hatte Johann Heinrich Kannegießer aus Brilon den Ramsbecker Hammer erworben. Dieser Hammer ist belegt von 1788 bis August 1800. Der erste Beleg ist ein von der Feuerversicherung erstelltes Wertgutachten. Die Anlage hatte demnach einen Wert von 450 Reichstalern. Auch dieser Hammer wurde von den heimischen Hütten versorgt. Der überwiegende Teil der Produktion wurde in Soest verkauft.

### Siedlinghauser Hammer
Ein zu diesem Frischhammer gehöriges Hammerbuch deckt die Zeit von 1773 bis 1799 ab. Die Besitzverhältnisse sind ungeklärt. Auch dieser Frischhammer wurde von den umliegenden Hütten versorgt. In den belegten Jahren wurden jedes Jahr etwa 35 Tonnen Roheisen gefrischt. Pro Tag wurden etwa 100 Kilogramm Stabeisen hergestellt. Dies wurde überwiegend an Schmiede in der Umgebung verkauft.